# Eric Broadley

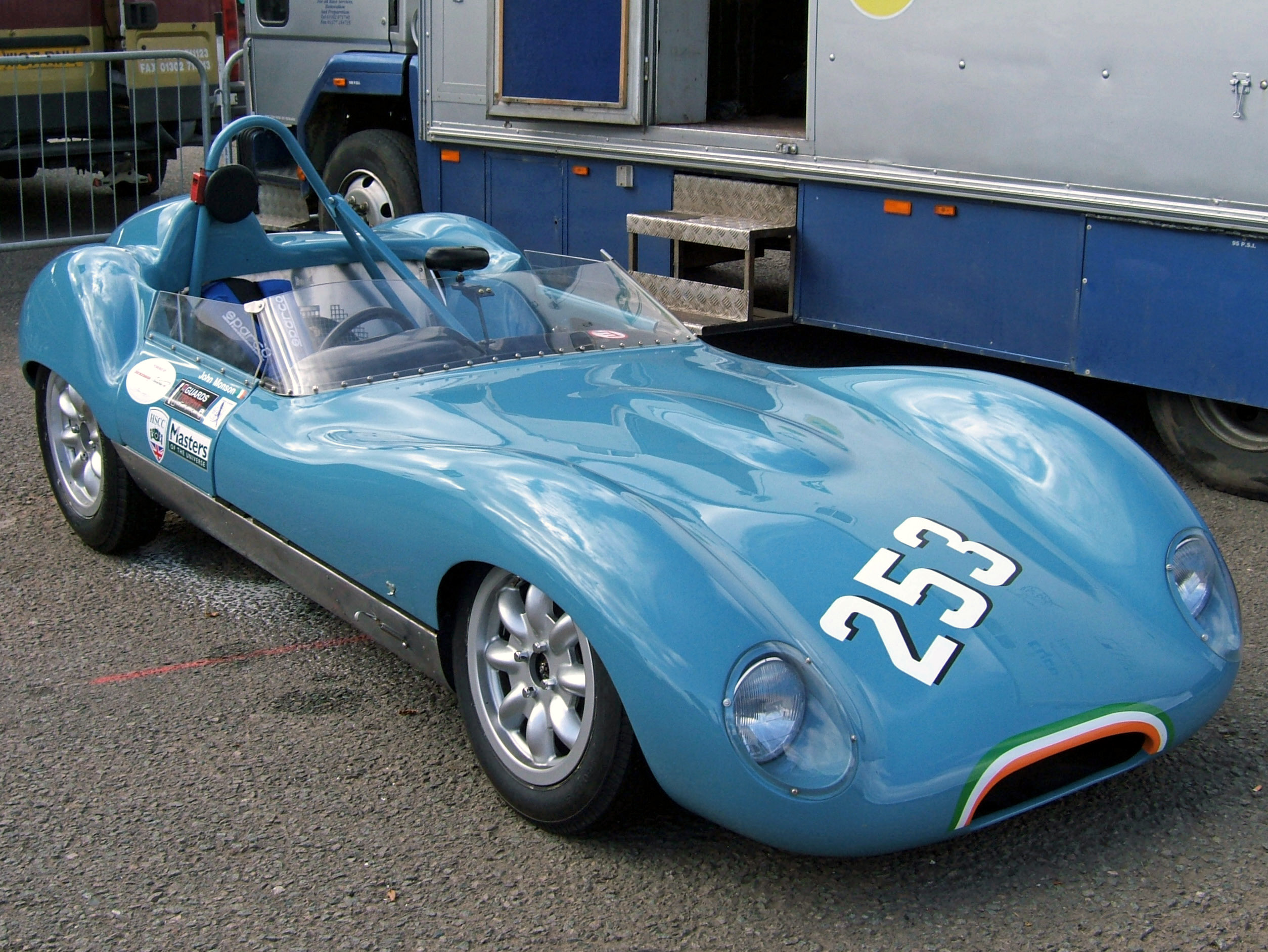
Lola MK1

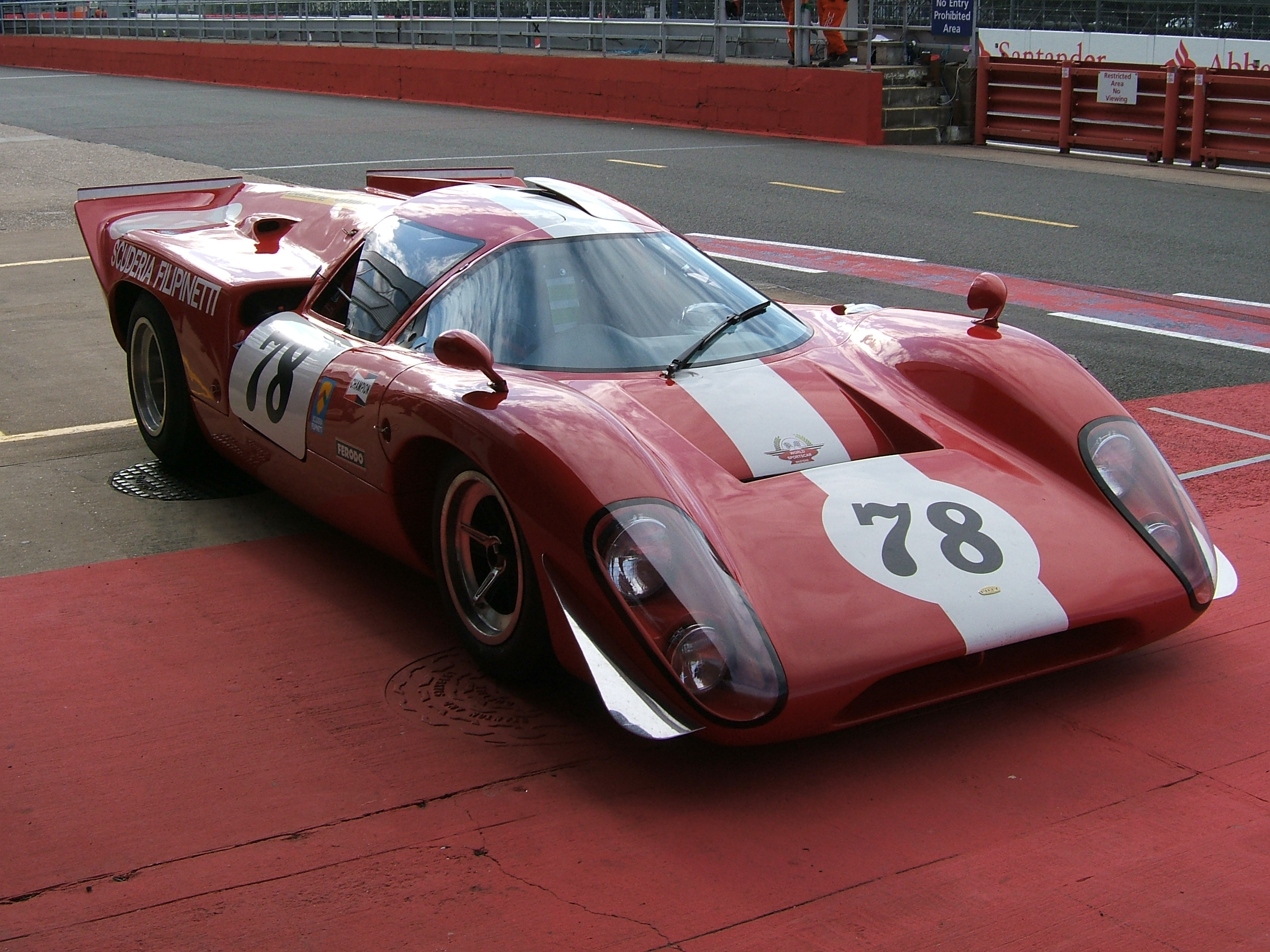
Lola T70

Eric Broadley MBE (* 22. September 1928; † 28. Mai 2017) war ein britischer Rennfahrer, Fahrzeugkonstrukteur und Gründer des ehemaligen Rennwagenherstellers Lola Cars.

## Karriere

### Anfänge im Motorsport
In den frühen 1950er-Jahren ging Broadley, ein ausgebildeter Architekt, seiner Motorsportleidenschaft als Mitglied des „750 Motor Club“ nach. In diesem Verein trafen sich Rennsportbegeisterte wie Colin Chapman, Brian Hart oder Frank Costin und bauten dort mit den begrenzten Mitteln der Nachkriegszeit ihre ersten eigenen Rennwagen.
Broadleys erster selbst konstruierter Wagen, der von einem 1172-cm³-SV-Motor auf Basis des Ford Model C angetriebene Broadley Special, entstand 1957. Der Wagen konnte auf nationaler Ebene einige Rennen gewinnen. Dieser Erfolg veranlasste Broadley 1958 zum Bau des MK1 mit Gitterrohrrahmen und einem Climax-Motor. Broadley erzielte mit dem Mk1 als erster Fahrer in Brands Hatch eine Rundenzeit von unter einer Minute. Diese Talentprobe lockte Käufer an und Broadley begann, seine Rennwagen zu verkaufen. Die Kundenfahrzeuge erwiesen sich als konkurrenzfähig und er gründete die Firma Lola mit Sitz in Bromley, die er nach dem Lied Whatever Lola wants, Lola gets benannte. 1960 belieferte Lola die Formel Junior mit dem Mk2-Monoposto mit Frontmotor. Das Antriebskonzept erwies sich jedoch als kaum konkurrenzfähig und Broadley baute für 1961 den Mk3 mit Mittelmotor.

### Formel 1 und Sportwagen
1962 debütierte Lola mit dem Mk4 im Yeoman-Credit-Team von Reg Parnell mit den Fahrern John Surtees und Roy Salvadori in der Formel 1. Broadleys innovatives Radaufhängungskonzept diente bis in die 1970er-Jahre als Vorbild. Surtees holte im ersten Saisonrennen in den Niederlanden die Pole-Position, doch das Team musste Ende des Jahres wegen finanzieller Probleme aufgeben und Broadley konzentrierte sich auf die Formel Junior, die Formel 3 und Sportwagenrennen.
Der Mk6-Sportwagen (Lola GT) von 1963 mit Ford-V8-Motor und Glasfaserkomponenten zeigte beim 24-Stunden-Rennen von Le Mans mit David Hobbs eine gute Vorstellung. Ford wurde durch die Leistungsfähigkeit der Lola-Sportwagen auf Broadley aufmerksam und engagierte ihn als technischen Berater für das GT40-Projekt. Broadley verließ Ford jedoch nach 18 Monaten wieder, da er nicht auf das gewohnte selbständige Arbeiten verzichten wollte.
In den 1960er-Jahren entwickelte sich Lola zum größten Rennwagenhersteller mit Fahrzeugen für fast alle Rennserien. Broadley war Ende der 1960er-Jahre mit Honda und Mitte der 1970er-Jahre mit Graham Hills Embassy-Team wieder in der Formel 1 vertreten und konzentrierte sich dann auf den US-amerikanischen Rennsport, wo seine Wagen in der Indycar-Serie erfolgreich waren. 1966 gewann Graham Hill in einem Lola T90 die Indianapolis 500. Im Jahr darauf gelang Al Unser in einem modifizierten T90 der zweite Platz. Auch der T100 von 1967 für die Formel 2 gewann mit John Surtees Rennen.
Neben den Monoposto-Rennwagen entwickelte Broadley auch weiterhin Sportwagen. Der Lola T70 mit Chevrolet-Motor siegte 1969 mit den Fahrern Mark Donohue und Chuck Parsons beim 24-Stunden-Rennen von Daytona. In den 1970er-Jahren baute Broadley Fahrzeuge für die Formel 2, die Formel 3, die Formel Ford, die Formel V und Super-V, die Formel Atlantic und die Can-Am-Serie.
Von 1987 bis 1991 belieferte Lola das Formel-1-Team Larrousse mit Fahrzeugen. 1993 folgte ein weiteres Formel-1-Projekt mit der BMS Scuderia Italia. Beide Einsätze verliefen wenig erfolgreich und Broadley versuchte sich 1997 mit dem Mastercard Lola F1 Team erneut in der obersten Motorsportklasse. Doch auch dieses unterfinanzierte Projekt scheiterte bereits nach dem ersten Rennen. Lola ging in Konkurs und Broadley verkaufte sein Unternehmen an den irischen Rennfahrer und Geschäftsmann Martin Birrane.

## Statistik

### Einzelergebnisse in der Sportwagen-Weltmeisterschaft
| Saison | Team          | Rennwagen | 1   | 2   | 3   | 4   | 5   | 6   |
| ------ | ------------- | --------- | --- | --- | --- | --- | --- | --- |
| 1958   | Eric Broadley | Lola MK1  | BUA | SEB | TAR | NÜR | LEM | RTT |
| 1958   | Eric Broadley | Lola MK1  |     |     | 16  |     |     |     |
| 1959   | Lola          | Lola MK1  | SEB | TAR | NÜR | LEM | RTT |     |
| 1959   | Lola          | Lola MK1  | DNF |     |     |     |     |     |
| 1960   | David Bertram | Lola MK1  | BUA | SEB | TAR | NÜR | LEM |     |
| 1960   | David Bertram | Lola MK1  | 29  |     |     |     |     |     |